# Automorfi
I matematikken er en automorfi en isomorfi fra et matematisk objekt til sig selv. Den er i en vis forstand en symmetri af objektet og en måde at afbilde objektet i sig selv på en måde, så objektets struktur bevares. Mængden af alle automorfier af et objekt danner en gruppe kaldet automorfigruppen. Denne er, løst sagt, objektets symmetrigruppe.

## Definition
Den præcise definition på en automorfi afhænger af hvilken type "matematisk objekt", det drejer sig om, og hvad der udgør en isomorfi af objektet. Den mest generelle ramme, hvor disse begreber har mening, er den abstrakte gren af matematikken, der hedder kategoriteori. Kategoriteori omhandler abstrakte objekter og morfierne mellem disse objekter.
I kategoriteori er en automorfi en endomorfi (dvs. en morfi fra objektet til sig selv), der også er en isomorfi (i ordets kategoriteoretiske betydning).
Det er således en meget abstrakt definition, da morfierne i kategoriteori ikke nødvendigvis er funktioner og objekterne ikke nødvendigvis er mængder. I de fleste konkrete rammer vil objekterne dog netop være mængder forsynet med en bestemt struktur og morfierne vil være funktioner, der bevarer denne struktur.
I abstrakt algebra, er det matematiske objekt en algebraisk struktur, såsom eksempelvis en gruppe, en ring eller et vektorrum. En isomorfi er da en bijektiv homomorfi. (Igen afhænger definitionen af en homomorfi naturligvis af, hvilken struktur der er tale om; se f.eks. gruppehomomorfi, ringhomomorfi og lineær transformation.)

## Automorfigruppen
Automorfierne af et objekt X i en kategori C danner som nævnt i introduktionen en gruppe under sammensætning af morfier. Denne gruppe kaldes automorfigruppen og betegnes AutC(X), eller, hvis kategorien fremgår af kontekst, blot Aut(X). At det er en gruppe er enkelt at se:
- Lukkethed: Sammensætning af to endomorfier er igen en endomorfi.
- Associativitet: Sammensætning af afbildninger er altid associativt.
- Neutralt element: Det neutrale element er identitetsmorfien fra objektet til sig selv, der pr. definition eksisterer.
- Inverse: Pr. definition har enhver isomorfi en invers, der også er en morfi, og da den inverse også er en endomorfi af det samme objekt, er det en automorfi.

## Eksempler
- I mængdelære er en automorfi af en mængde X en arbitrær permutation af elementerne i X. Automorfigruppen af X kaldes symmetrigruppen til X.

- Betragtes mængden af heltal, Z, som en gruppe under addition, har denne en entydig ikketriviel automorfi: negation (se illustrationen øverst). Betragtet som ring har den imidlertid kun den trivielle automorfi. Generelt er negation en automorfi af enhver abelsk gruppe, men ikke af en ring eller et legeme.

- En gruppeautomorfi er en gruppeisomorfi fra en gruppe til sig selv. Intuitivt er en sådan en permutation af gruppens elementer, så gruppestrukturen bevares. For enhver gruppe G er der en naturlig gruppehomomorfi G → Aut(G), hvis billede er gruppen Inn(G) af indre automorfier (se også næste afsnit) og hvis kerne er gruppens centrum. Dvs., at hvis G har triviel kerne, kan den indlejres i sin egen automorfigruppe.

- I lineær algebra er en endomorfi af et vektorrum V en lineær transformation V → V. En automorfi er en invertibel lineær operator på V. Når vektorrummet har endelig dimension er automorfigruppen af V det samme som den generelle lineære gruppe GL(V).

- I grafteori er en automorfi af en graf en permutation af knuderne, der bevarer kanter og ikke-kanter: Hvis to knuder er forbundet af en kant, så er det samme tilfældet af billedet af knuderne under permutationen.

- En automorfi af en differentiabel mangfoldighed M er en diffeomorfi fra M til sig selv. Gruppen af disse automorfier betegnes somme tider Diff(M).

- I riemannsk geometri er en automorfi en selv-isometri. Automorfigruppen kaldes også isometrigruppen.

- I kategorien af Riemannflader er en automorfi en bijektiv biholomorf afbildning (også kaldet en konform afbildning) fra fladen til sig selv. For eksempel er automorfierne på Riemannkuglen Möbiustransformationerne.

## Indre og ydre automorfier
I nogle kategorier – specielt dem bestående af grupper, ringe eller Liealgebraer – er det muligt at opdele automorfierne i to typer, kaldet "indre" og "ydre" automorfier.
I tilfældet med grupper er de indre automorfier konjugeringer med elementer i gruppen selv. For hvert element a i en gruppe G, er konjugering med a operationen φa : G → G givet ved φa(g) = aga−1 (eller a−1ga; begge notationer anvendes). Det kan let vises, at konjugering med a er en gruppeautomorfi. I dette tilfælde danner de indre automorfier en normal undergruppe af Aut(G), der betegnes Inn(G); dette resultat er kendt som Goursats lemma.
De øvrige automorfier kaldes de ydre automorfier. Kvotientgruppen Aut(G) / Inn(G) betegnes typisk Out(G); de ikketrivielle elementer er sideklasserne, der indeholder de ydre automorfier.
Den samme definition holder i enhver unitær ring eller algebra, hvor a her er et invertibelt element. For Liealgebraer er definitionen en smule anderledes.